# Нейпелс (переписна місцевість, Мен)
Нейпелс (англ. Naples) — переписна місцевість (CDP) в США, в окрузі Камберленд штату Мен. Населення — 415 осіб (2020).

## Географія
Нейпелс розташований за координатами 43°57′38″ пн. ш. 70°36′8″ зх. д. / 43.96056° пн. ш. 70.60222° зх. д. (43.960587, -70.602329).  За даними Бюро перепису населення США в 2010 році переписна місцевість мала площу 8,67 км², з яких 6,70 км² — суходіл та 1,97 км² — водойми.

## Демографія
Згідно з переписом 2010 року, у переписній місцевості мешкало 428 осіб у 201 домогосподарстві у складі 121 родини. Густота населення становила 49 осіб/км².  Було 430 помешкань (50/км²).
Расовий склад населення:
| - 97,7 % — білих - 0,7 % — чорних або афроамериканців - 0,2 % — корінних американців - 0,2 % — азіатів |

До двох чи більше рас належало 1,2 %. Частка іспаномовних становила 0,0 % від усіх жителів.
За віковим діапазоном населення розподілялося таким чином: 16,8 % — особи молодші 18 років, 63,1 % — особи у віці 18—64 років, 20,1 % — особи у віці 65 років та старші. Медіана віку мешканця становила 51,0 року. На 100 осіб жіночої статі у переписній місцевості припадало 90,2 чоловіків;  на 100 жінок у віці від 18 років та старших — 90,4 чоловіків також старших 18 років.
Середній дохід на одне домашнє господарство  становив 62 084 долари США (медіана — 45 114), а середній дохід на одну сім'ю — 98 927 доларів (медіана — 82 303). За межею бідності перебувало 4,4 % осіб, у тому числі 0,0 % дітей у віці до 18 років та 7,4 % осіб у віці 65 років та старших.
Цивільне працевлаштоване населення становило 285 осіб. Основні галузі зайнятості: мистецтво, розваги та відпочинок — 28,1 %, будівництво — 21,4 %, роздрібна торгівля — 18,6 %, науковці, спеціалісти, менеджери — 16,8 %.